# Убийство!
„Убийство!“ (на английски: Murder!) е британски криминален филм от 1930 г. на режисьора Алфред Хичкок. Филмът е екранизация по романа на Клемънс Дейн и Хелън Симпсън - Enter Sir John. В главните роли са Хърбърт Маршъл и Нора Беринг. През 1931 година Хичкок режисира и немскоезична версия на филма с продължителност 78 минути под името „Мери“.

## Сюжет
Внимание:  Текстът по-долу разкрива сюжета на произведението (или части от него)!
Даяна Беринг (Нора Беринг) e обвинена в убийството на колежката си от театъра Една Друс... Всички улики са против нея: тялото на жертвата е намерено в стаята, където е била и Даяна; до нея е открито оръдието на престъплението – ръжен; роклята и е изцапана с кръв, на масата има празна бутилка коняк. Според показанията на хазяйката, в стаята са се чували само женски гласове. Подсъдимата не отрича, че същата вечер е била с Една, но не си спомня какво се е случило в действителност. Обвинението пледира за вина, като изтъква като мотив – лична неприязън и влиянието на изпития алкохол. Съдебните заседатели се оттеглят на съвещание, но само трима я обявяват за невинна. Сред тях и сър Джон Менър (Хърбърт Маршъл). Под натиска обаче на общото настроение, той също подписва обвинителното заключение. Смъртна присъда очаква Даяна. Но съмнението заставя сър Джон да търси истинските мотиви за престъплението и факти, които обективно да реконструират картината от престъпното деяние. В това му начинание ще помогне силата на театралното изкуство.

## В ролите
| Актьор         | Роля           |
| -------------- | -------------- |
| Хърбърт Маршъл | сър Джон Менър |
| Нора Беринг    | Диана Беринг   |
| Филис Констам  | Дуси Маркхъм   |
| Едуард Чапмън  | Тед Маркхъм    |
| Есме Пърси     | Хендъл Фейн    |
| Доналд Калтроп | Джон Стюарт    |
| Уна О’Конър    | мисис Грогран  |

## Камео на Алфред Хичкок
Алфред Хичкок се появява в камео роля – минава с жена покрай къщата, в която е извършено убийството.